# Associazione Calcio Sant'Angelo 1975-1976
Questa voce raccoglie le informazioni riguardanti l'Associazione Calcio Sant'Angelo nelle competizioni ufficiali della stagione 1975-1976.

## Rosa
| N. |                   | Ruolo | Calciatore             |
| -- | ----------------- | ----- | ---------------------- |
|    | Italia (bandiera) | D     | Aldo Acerbi            |
|    | Italia (bandiera) | C     | Sergio Balberini       |
|    | Italia (bandiera) | C     | Gigi Bellocchio        |
|    | Italia (bandiera) | P     | Giovanni Bidese        |
|    | Italia (bandiera) | C     | Marino Bracchi         |
|    | Italia (bandiera) | D     | Mauro Cappelletti      |
|    | Italia (bandiera) | C     | Antonio Cipelli        |
|    | Italia (bandiera) | D     | Claudio Colombi        |
|    | Italia (bandiera) | D     | Giorgio Della Giovanna |
|    | Italia (bandiera) | C     | Piero Fagnani          |
|    | Italia (bandiera) | D     | Gozzoli                |
|    | Italia (bandiera) | D     | Alessandro Maffioletti |

| N. |                   | Ruolo | Calciatore          |
| -- | ----------------- | ----- | ------------------- |
|    | Italia (bandiera) | A     | Ivano Martini       |
|    | Italia (bandiera) | D     | Giuseppe Mascheroni |
|    | Italia (bandiera) | C     | Ferruccio Mazzola   |
|    | Italia (bandiera) | A     | Santino Pozzi       |
|    | Italia (bandiera) | D     | Massimo Prevedini   |
|    | Italia (bandiera) | C     | Angelo Quintavalle  |
|    | Italia (bandiera) | P     | Luigi Reali         |
|    | Italia (bandiera) | D     | Italo Rossetto      |
|    | Italia (bandiera) | C     | Enzo Scaini         |
|    | Italia (bandiera) | D     | Scotti              |
|    | Italia (bandiera) | C     | Evert Skoglund      |
|    | Italia (bandiera) | A     | Fabiano Speggiorin  |